# 克萊爾·德雷克體育館
克萊爾·德雷克體育館（Clare Drake Arena）是一個位於加拿大亞伯達省首府愛德蒙頓亞伯達大學內的一個多功能型體育館，亦是為亞伯達大學校隊亞伯達金熊和熊貓冰上曲棍球隊的主場。體育館名稱是為紀念帶領亞伯達大學金熊冰球隊獲得697場勝利的前教練克萊爾·德雷克。

## 資料來源
1. 1 2  Renfree, Andrew. . The Gateway. March 29, 2007: 17  [November 15, 2012]. （原始内容存档于2023-06-01）.
2. ↑  Edmonton Oilers. . NHL.com/oilers.   [August 30, 2017]. （原始内容存档于2023-06-01）.
3. ↑  Gutsch, Matt. . University of Alberta Centenary. University of Alberta.   [November 15, 2012]. （原始内容存档于February 19, 2012）.

Template:愛德蒙頓景點
53°31′28″N 113°31′42″W / 53.5245167°N 113.5283911°W